# Haivl.com
Haivl.com (thường phát âm là: hài vê-lờ hoặc hài vờ-lờ) là một trang mạng xã hội giải trí từng phổ biến tại Việt Nam được cấp giấy phép hoạt động vào 22/2/2013 sở hữu ban đầu thuộc Công ty Cổ phần Công nghệ APPVL Việt Nam.

## Lịch sử
Tiền thân của Haivl.com ban đầu là trang fanpage trên mạng xã hội Facebook với tên gọi là Appvl, sau đó đã được Võ Thanh Quảng, sinh viên Đại học FPT tạo ra trang web haivl.com.
Sau khi đi vào hoạt động, trang web đã nhanh chóng phổ biến trên mạng xã hội. Có thời điểm Haivl.com sở hữu lượt truy cập lên tới trên 37 triệu lượt, fanpage của trang này thu hút trên 4,4 triệu lượt like, số người theo dõi trên Twitter đạt gần 16.000 người. Đến ngày 24/10, Haivl.com là trang web đứng thứ 13 tại Việt Nam về số lượng người truy cập theo xếp hạng của Alexa, và đứng thứ 1529 trên thế giới.

## Được mua lại
Ngày 8 tháng 10 năm 2014 Haivl.com được Công ty Cổ phần Quảng cáo Trực tuyến 24h mua lại với giá 33 tỷ đồng. Tại thời điểm bán, Haivl có doanh thu trung bình 800 triệu đồng/tháng.
Sau khi bị buộc phải đóng cửa, haivl.com được "hồi sinh" dưới tên gọi xem.vn. Xem.vn được quản lí bởi Công ty cổ phần dịch vụ phát triển người dùng MKO, một công ty con "không chính thức" của Công ty Cổ phần Quảng cáo Trực tuyến 24h.

## Bị buộc phải đóng cửa
Ngày 24/10/2014 trang web haivl.com bị chính quyền nhà nước Việt Nam phạt 205 triệu đồng và bị thu hồi giấy phép vĩnh viễn do vi phạm quy định pháp luật cụ thể là "có nội dung vi phạm thuần phong mỹ tục, xúc phạm các anh hùng dân tộc". Thứ trưởng Bộ Thông tin & Truyền thông Trương Minh Tuấn cho biết Bộ quyết định trên sẽ có hiệu lực và ảnh hưởng đối với cả giao dịch giữa Công ty cổ phần Quảng cáo Trực tuyến 24h mua lại trang Haivl.com với giá 33 tỷ đồng vì việc mua bán này đã vi phạm pháp luật.
Theo báo Dân trí, ngay sau khi Haivl.com đóng cửa thì xuất hiện một website lách luật để tiếp tục hoạt động . Tuy nhiên đây chỉ là một trang web có từ trước tự động lấy nội dung từ haivl.com.
Theo Luật sư Nguyễn Văn Hậu, Phó Chủ tịch Hội Luật gia TP.HCM, chủ của haivl.com có thể bị khởi tố với các tội danh: Điều 226: “Tội đưa hoặc sử dụng trái phép thông tin trên mạng máy tính, mạng viễn thông, mạng Internet”. Ngoài ra, Haivl.com còn có dấu hiệu vi phạm hình sự ở Điều 235: “Tội truyền bá văn hóa phẩm đồi trụy”.